# Christian Jakobsen
Christian "Greko" Jakobsen (født 27. marts 1993) er en dansk fodboldspiller, der spiller for Hvidovre IF.

## Karriere

### Hvidovre IF

#### 2012: seniordebut
Som U/19-spiller fik Christian Jakobsen den 16. juni 2012 sin debut for 1. senior i Hvidovre IF, da han spillede en kamp imod Rishøj Boldklub.

#### 2022
I juni 2022 skiftede Jakobsen fra Lyngby BK tilbage til Hvidovre IF.

### FC Roskilde
Det blev annonceret den 8. august 2014, at Jakobsen havde skrevet under på en aftale med FC Roskilde gældende fra begyndelsen af 2015.
Han fik sin debut for Roskilde den 15. marts 2015 i en 1-2 sejr mod AC Horsens. I foråret af sæsonen 2014-15 scorede Christian Jakobsen syv mål i fjorten kampe.

### Brøndby IF
Det blev offentliggjort den 18. juni 2015, at Christian Jakobsen havde skrevet under på en fireårig aftale med Brøndby IF fra Superligaen.
Han fik sin debut i Superligaen for Brøndby den 27. september 2015. da han blev skiftet ind i det 74. minut i stedet for Magnus Eriksson i en 1-0-sejr over FC København.

### SønderjyskE
Den 28. januar 2017 meddelte SønderjyskE, at Christian Jakobsen har skrevet en fireårig kontrakt med klubben, som holder ham i klubben indtil januar 2021.